# François Affolter
François Affolter (ur. 13 marca 1991 w Biel/Bienne) – szwajcarski piłkarz występujący na pozycji obrońcy. Od 2017 zawodnik San Jose Earthquakes.

## Kariera klubowa
Affolter treningi rozpoczął w wieku 12 lat w klubie Etoile Biel. W 2005 roku przeszedł do FC Biel-Bienne, a w 2007 roku trafił do juniorskiej ekipy zespołu BSC Young Boys. W 2008 roku został włączony do jego pierwszej drużyny. W szwajcarskiej ekstraklasie zadebiutował 14 września 2008 roku w wygranym 2:1 meczu z Bellinzoną. W 2009 roku wywalczył z zespołem wicemistrzostwo Szwajcarii. Dotarł z nim także do finału Pucharu Szwajcarii, jednak Young Boys uległ tam 2:3 drużynie FC Sion. 10 kwietnia 2010 roku w wygranym 2:1 spotkaniu z Bellinzoną Affolter strzelił pierwszego gola w trakcie gry w ekstraklasie. W tym samym roku wywalczył z klubem wicemistrzostwo Szwajcarii. Na początku 2012 roku został wypożyczony do Werderu Brema. W 2014 przeszedł do FC Luzern.

## Kariera reprezentacyjna
W reprezentacji Szwajcarii Affolter zadebiutował 11 sierpnia 2010 roku w wygranym 1:0 towarzyskim meczu z Austrią.